# Edmund Nusbek
Edmund Nusbek (ur. 4 stycznia 1897 w Czerniowcach, zm. wiosną (zapewne w kwietniu) 1940 w Charkowie) – porucznik piechoty rezerwy Wojska Polskiego, ofiara zbrodni katyńskiej.

## Życiorys
Urodził się 4 stycznia 1897 w Czerniowcach, ówczesnej stolicy Księstwa Bukowiny, jako syn Józefa i Władysławy z Kuczyńskich.
W czasie wojny z bolszewikami walczył w szeregach 28 pułku strzelców kaniowskich. Dowodził kompanią karabinów maszynowych I batalionu. Został ranny.
Po zakończeniu działań wojennych pozostał w wojsku jako oficer zawodowy i kontynuował służbę w 28 pułku strzelców kaniowskich. 3 maja 1922 został zweryfikowany w stopniu porucznika ze starszeństwem od 1 czerwca 1919 i 1297. lokatą w korpusie oficerów piechoty. W latach 1923–1924 pełnił służbę w 44 pułku piechoty w Równem. Później został przeniesiony do rezerwy.
Po zakończeniu służby został zatrudniony w Warsztatach Zakładów Amunicyjnych nr 1 w Forcie Bema jako pracownik kontraktowy (księgowy). Mieszkał w Warszawie. 22 września 1931 „Kurjer Polski” poinformował czytelników, że Edmund Nusbek, były student weterynarii, został zatrzymany i przesłuchany w charakterze podejrzanego o fałszowanie rachunków i przywłaszczenie powierzonych mu, jako sekretarzowi Stowarzyszenia pracowników Warsztatów Amunicyjnych, pieniędzy w kwocie 4650 zł, a następnie oddany pod dozór policji.
14 sierpnia 1938 redakcja „Wieczoru Warszawskiego” opublikowała jego wspomnienia poświęcone Stefanowi Pogonowskiemu
W czasie kampanii wrześniowej 1939 dostał się do niewoli sowieckiej i przebywał w obozie w Starobielsku. 24 kwietnia 1940 wraz z grupą jeńców osadzonych w Starobielsku przewieziony do Charkowa, gdzie został zamordowany przez funkcjonariuszy NKWD i potajemnie pogrzebany w masowej, bezimiennej mogile w Piatichatkach. 17 czerwca 2000 został oficjalnie otwarty w tym miejscu Cmentarz Ofiar Totalitaryzmu w Charkowie. Figuruje na Liście Starobielskiej NKWD pod poz. 2336.
Był żonaty ze Stanisławą Anielą z Rajczykowskich, z którą miał syna Andrzeja Mariana (ur. 1931).
5 października 2007 minister obrony narodowej Aleksander Szczygło – decyzją nr 439/MON – mianował go pośmiertnie na stopień kapitana. Awans został ogłoszony 9 listopada 2007 w Warszawie, w trakcie uroczystości „Katyń Pamiętamy – Uczcijmy Pamięć Bohaterów”.

## Ordery i odznaczenia
- Krzyż Walecznych czterokrotnie[10][11][23]